# گالری کورتولد
گالری کورتولد (انگلیسی: Courtauld Gallery) موزه هنری واقع در خانه سامرست استرند شهر لندن است.

## نگارخانه

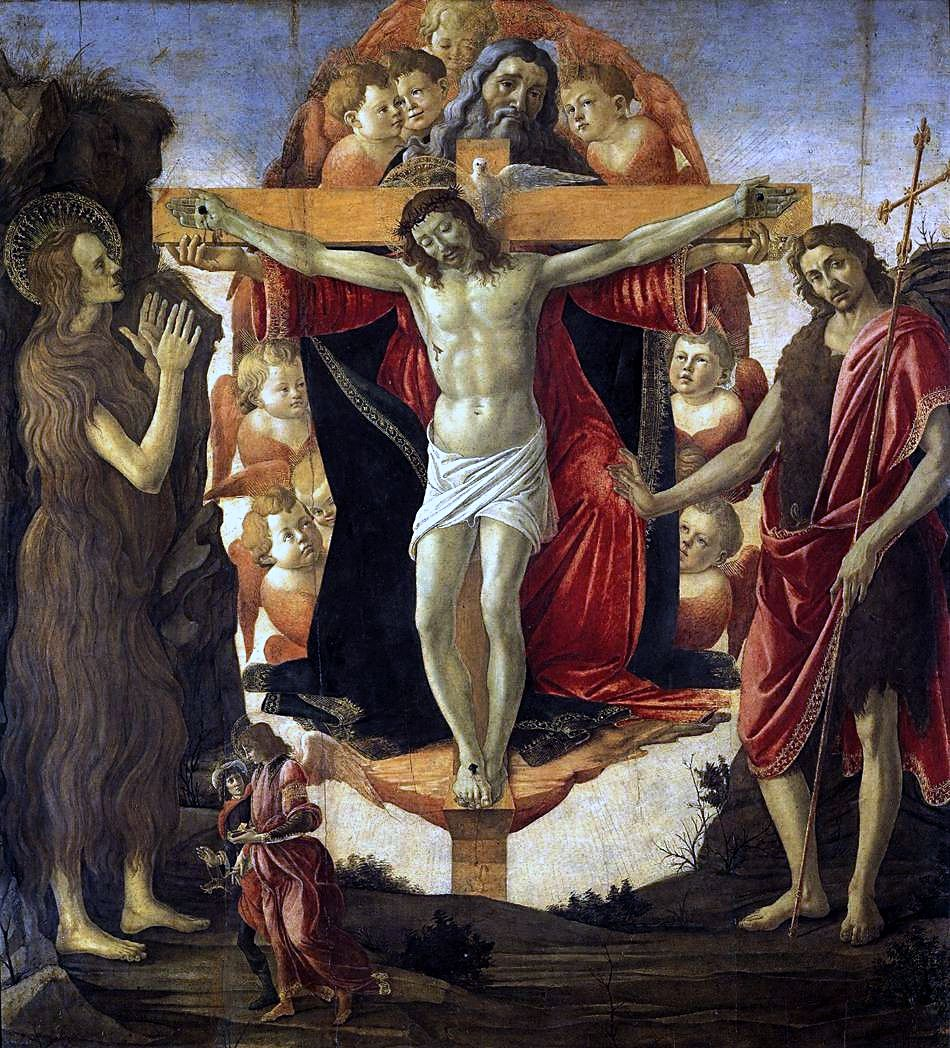
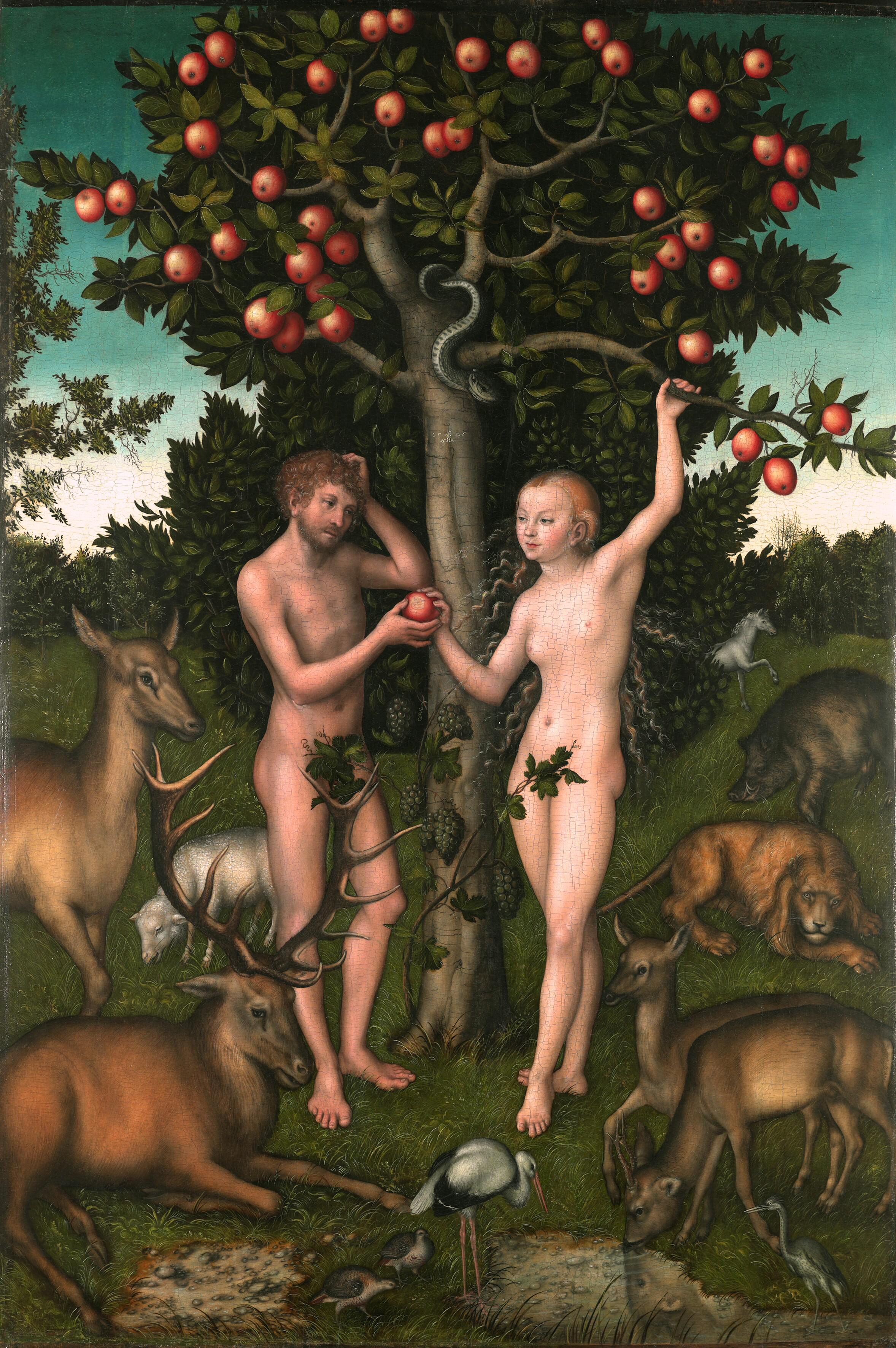
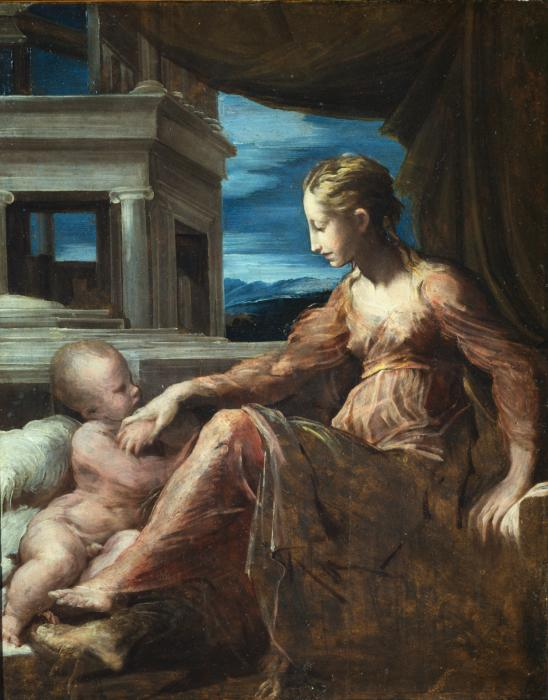
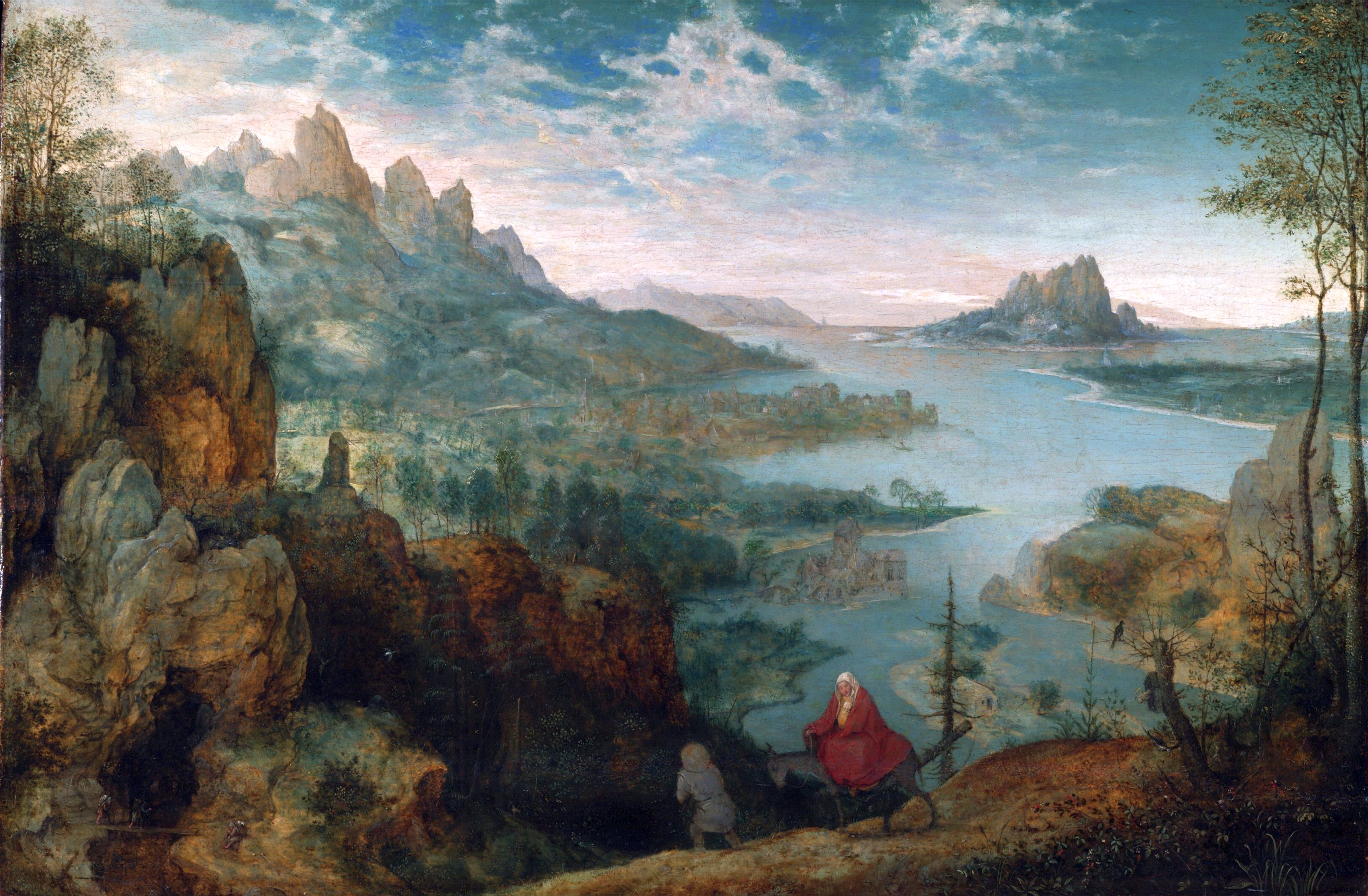
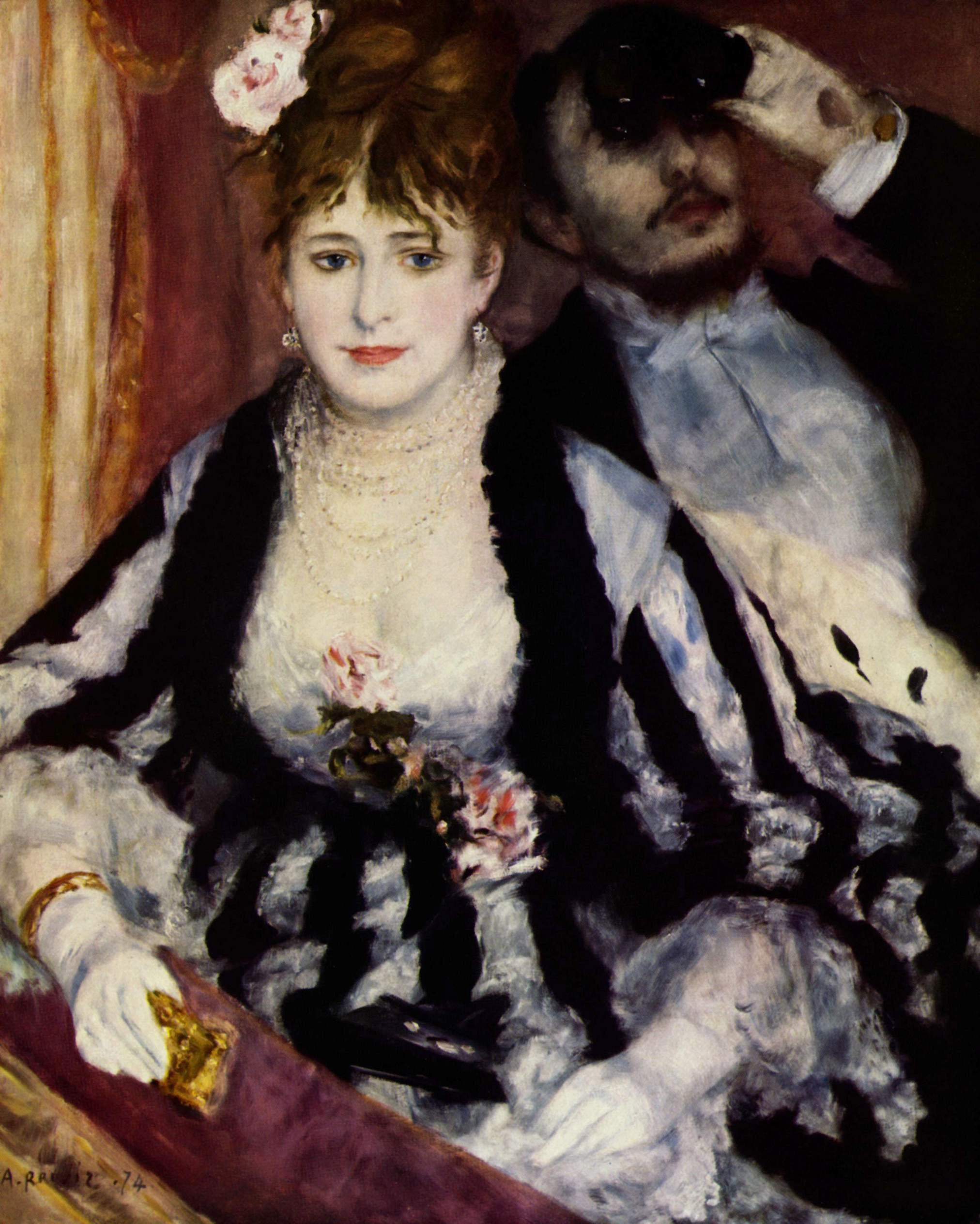
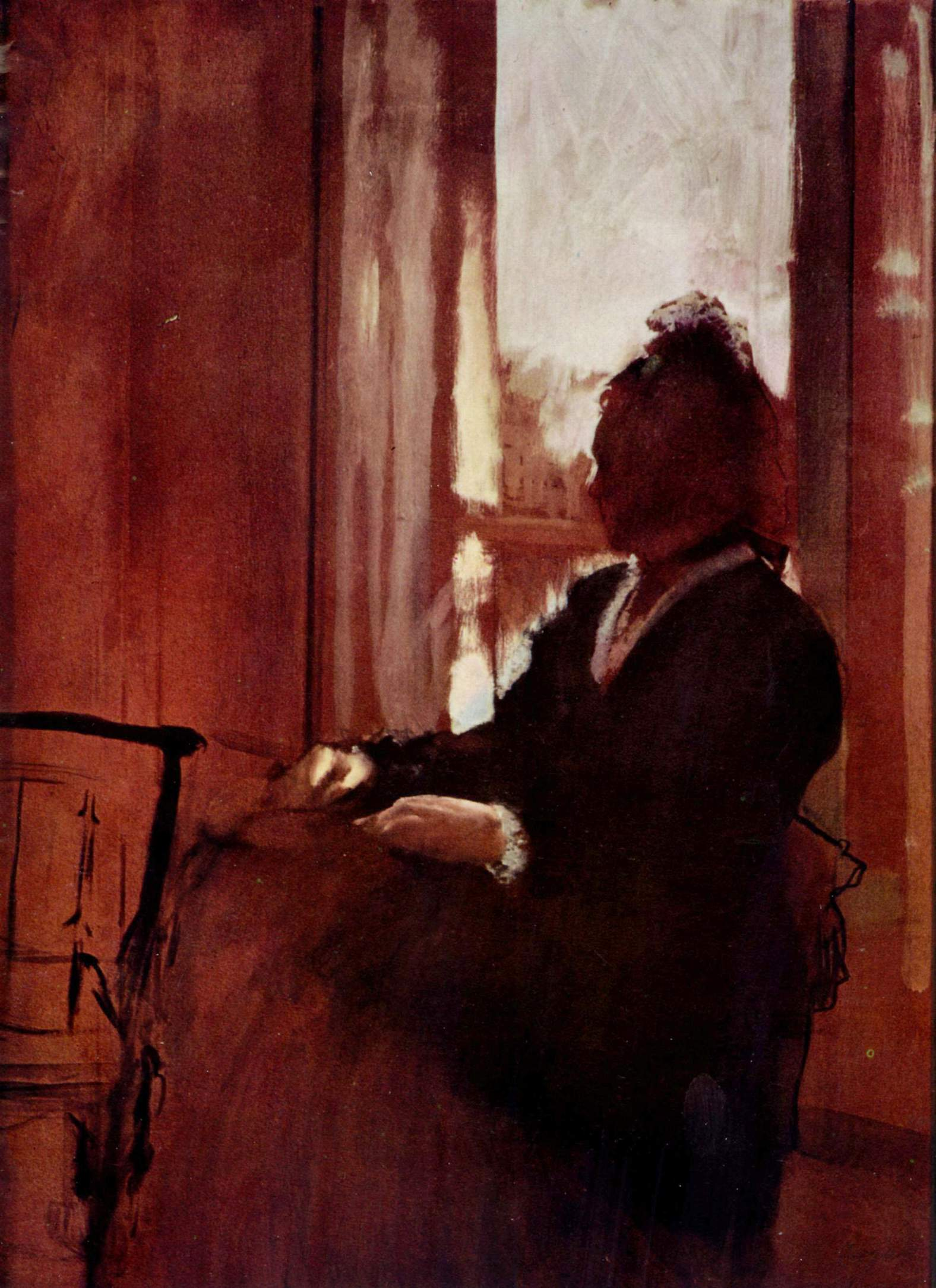
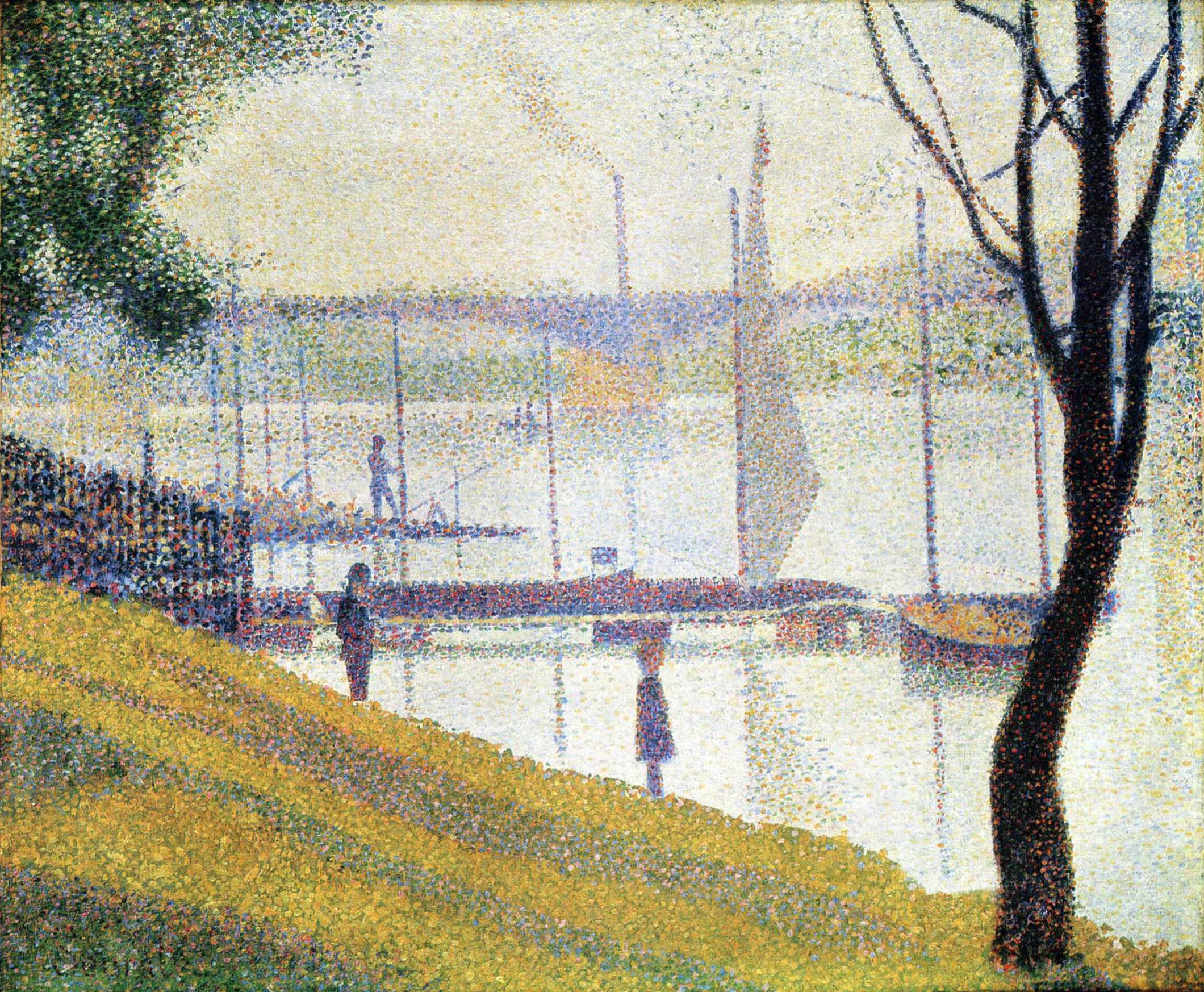
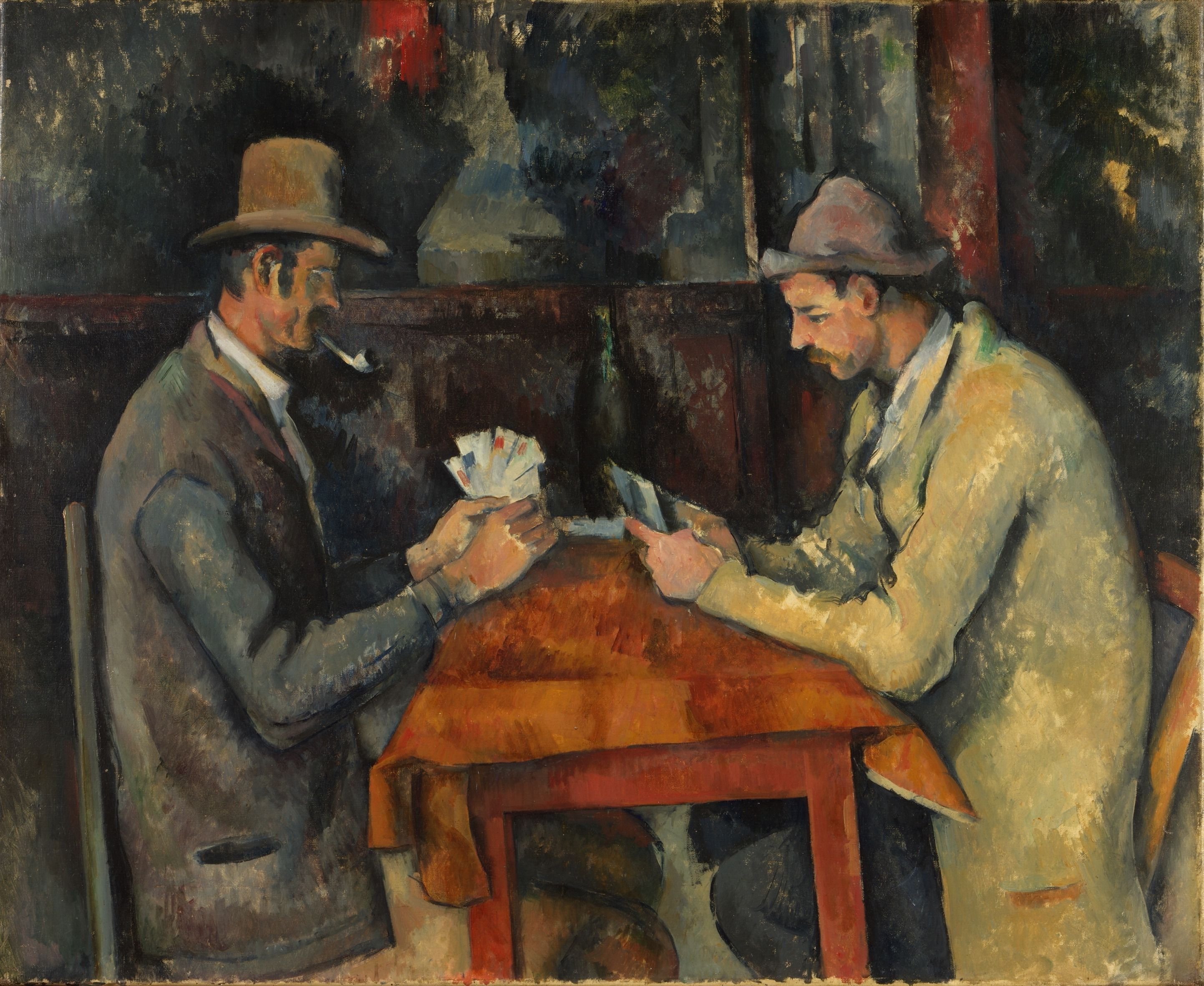
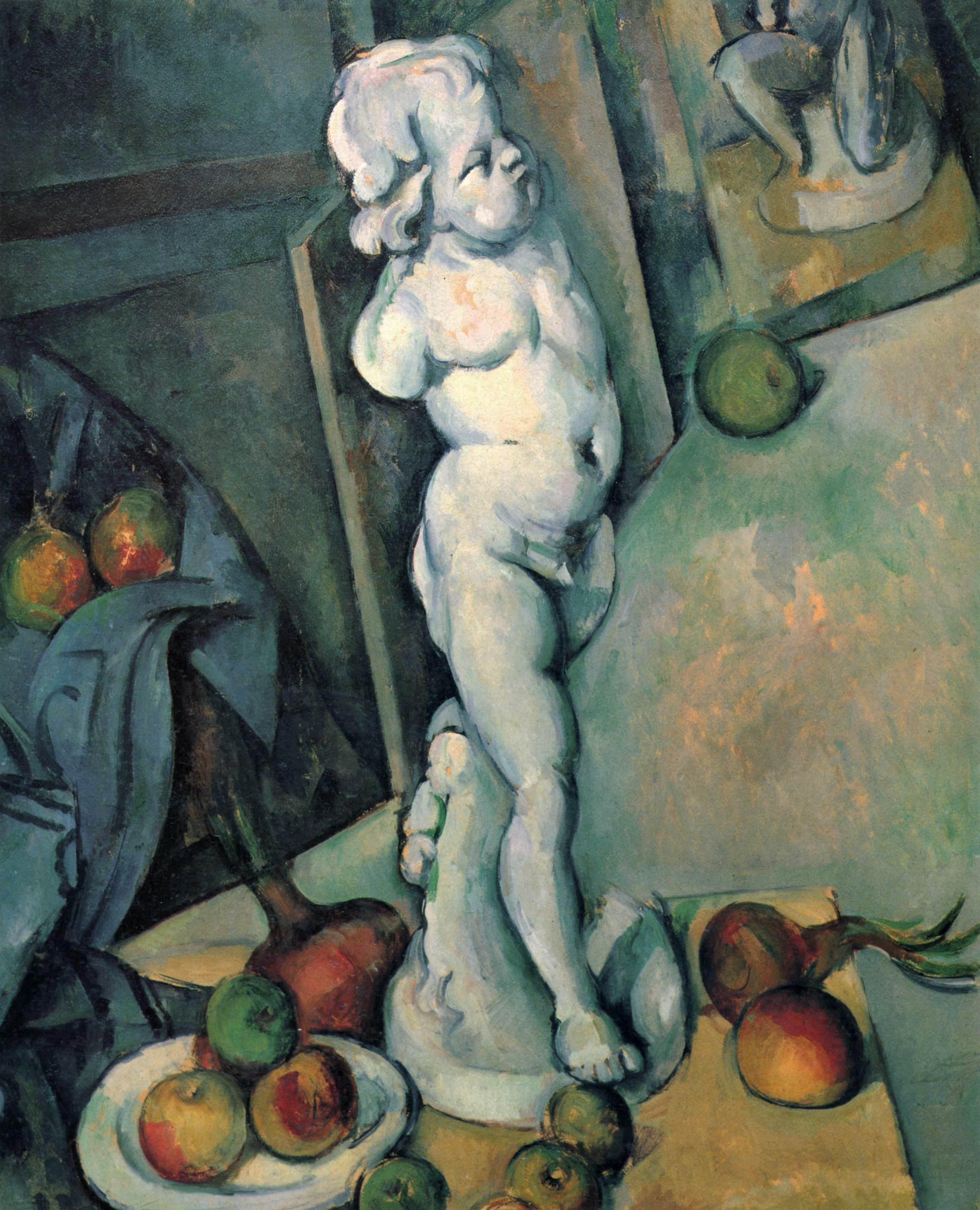
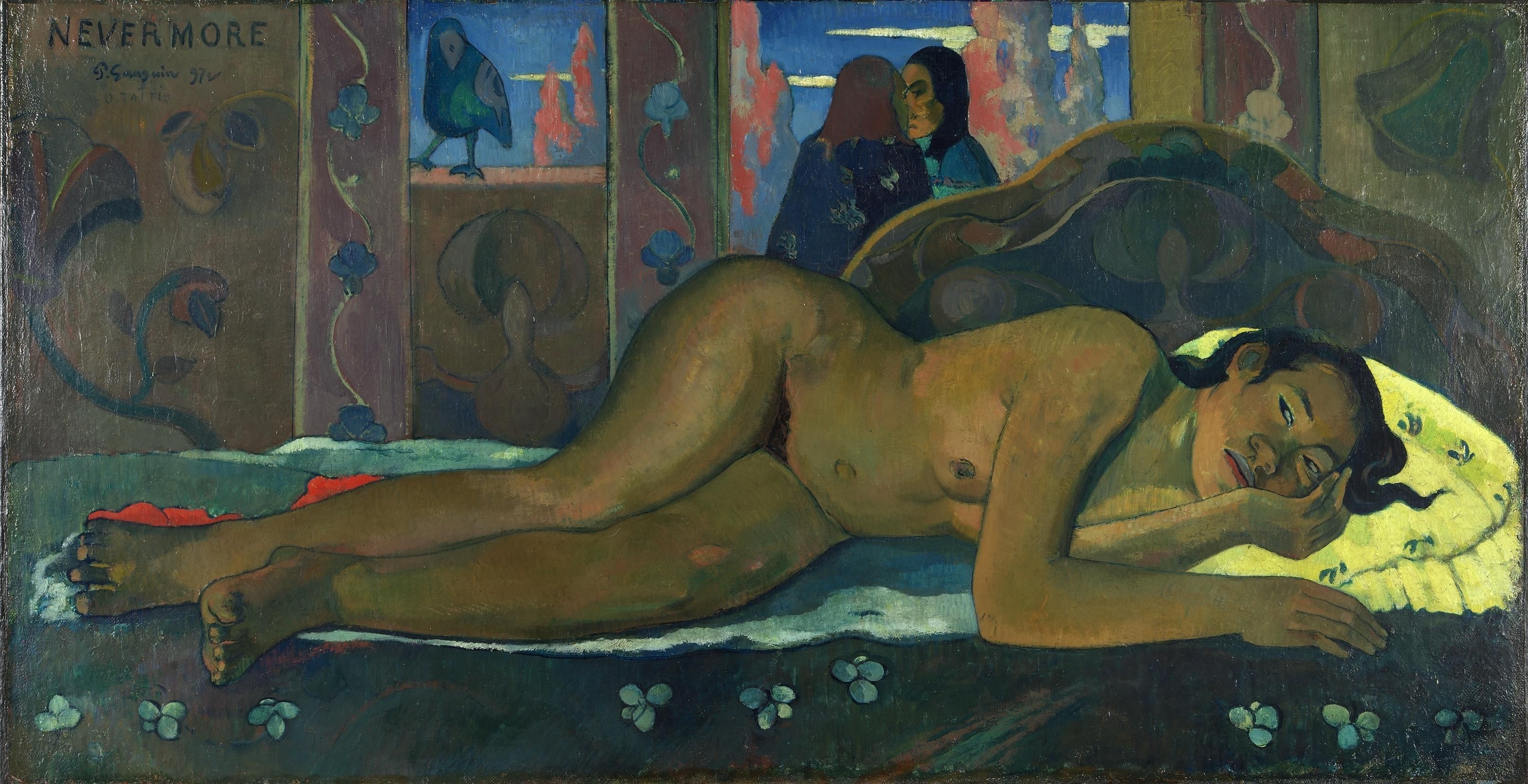
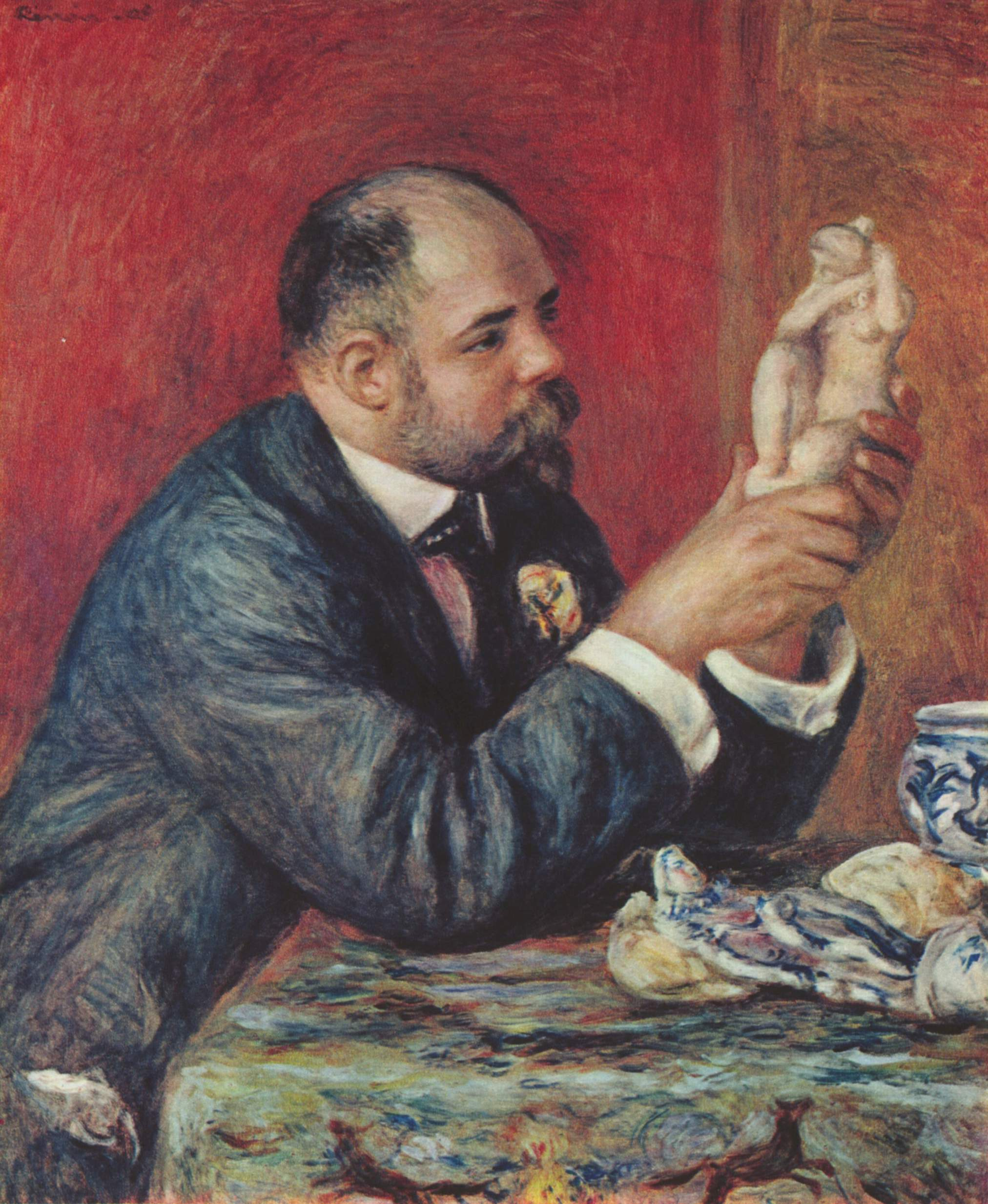
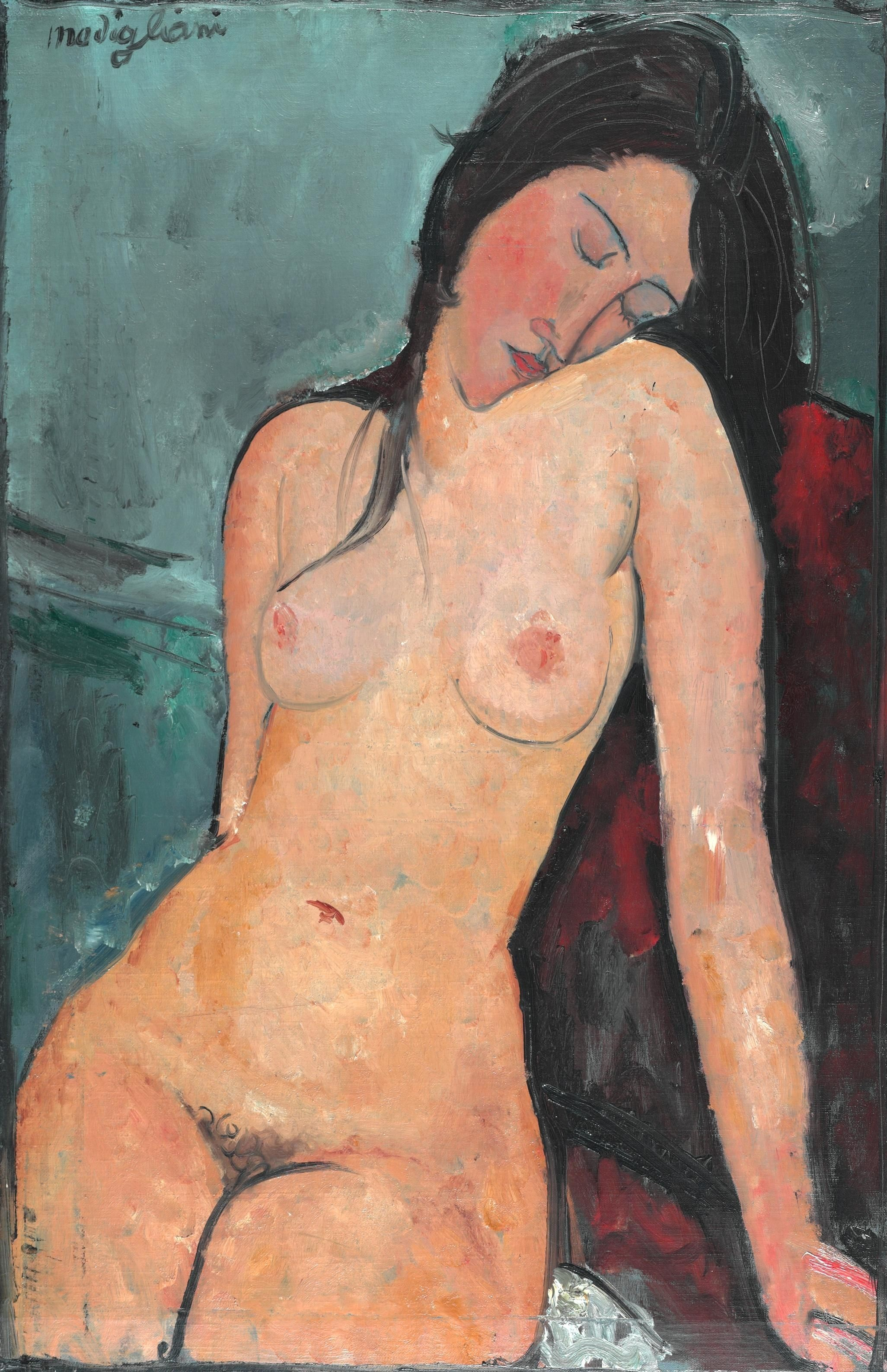